# 高桑昭
高桑 昭（たかくわ あきら、1937年4月1日 - 2025年8月3日）は、日本の法学者・法務官僚・弁護士。学位は、法学博士（京都大学）。立教大学法学部教授・京都大学大学院法学研究科教授・帝京大学教授などを歴任。

## 略歴
東京市渋谷区生まれ。1955年東京都立小石川高等学校卒業、1959年司法試験合格、1960年東京大学法学部卒業。
1962年東京地方裁判所判事補、その後法務省民事局参事官（外務省条約局併任）、1968年コロンビア大学修士課程修了。1976年辞職。
1988年立教大学法学部教授、1993年京都大学大学院法学研究科教授、2000年定年、帝京大学教授、2003年成蹊大学大学院法務研究科教授、2013年退職。2002年 京都大学において法学博士の学位を取得。弁護士（森・濱田松本法律事務所）。この間、法制審議会国際私法、民法、商法各部会幹事、国際連合国際商取引法委員会、ハーグ国際私法会議における日本国政府代表、司法試験（民法）、新司法試験（国際関係法私法系）の各委員を務める。
2025年8月3日未明、虚血性心疾患のため死去。88歳没。

## 私生活
妻は英文学者の高桑美子（1941－2016）。

## 著書
- 『国際商事仲裁法の研究』信山社出版 2000
- 『国際商取引法』有斐閣 2003
- 『国際取引における私法の統一と国際私法』有斐閣 2005
- 『国際民事訴訟法・国際私法論集』東信堂 2011

### 共編
- 『注解仲裁法』小島武司共編 青林書院 注解民事手続法 1988
- 『国際取引法』江頭憲治郎共編 青林書院 1991
- 『国際民事訴訟法(財産法関係)』道垣内正人共編 青林書院 新・裁判実務大系 2002
- 『国際取引法』内田晴康,増田晋,射手矢好雄,浜辺陽一郎共著 有斐閣 2006]
- 『仲裁法 注釈と論点』小島武司共編 青林書院 2007

### 翻訳
- アーウィン・O.スマイゲル『ウォール街の弁護士 組織社会学的分析』高橋勲共訳 サイマル出版会 1969
- ハーバート・ジェイコブ『アメリカの司法 制度と運営の政治学』サイマル出版会 1971